# Handschrift 247
Hs. 247 is een 15e-eeuws manuscript met de Liber Spiritualis Gratiae en de Vita S. Eufrasiae virginis van Mechtild van Magdeburg (ca. 1241-1298). Het handschrift is gemaakt in Utrecht en afkomstig uit de Paulusabdij.
Tegenwoordig wordt Hs. 247 bewaard in de Universiteitsbibliotheek Utrecht. Het is te citeren als: Universiteitsbibliotheek Utrecht Hs. 247 (4 G 2)

## Omschrijving

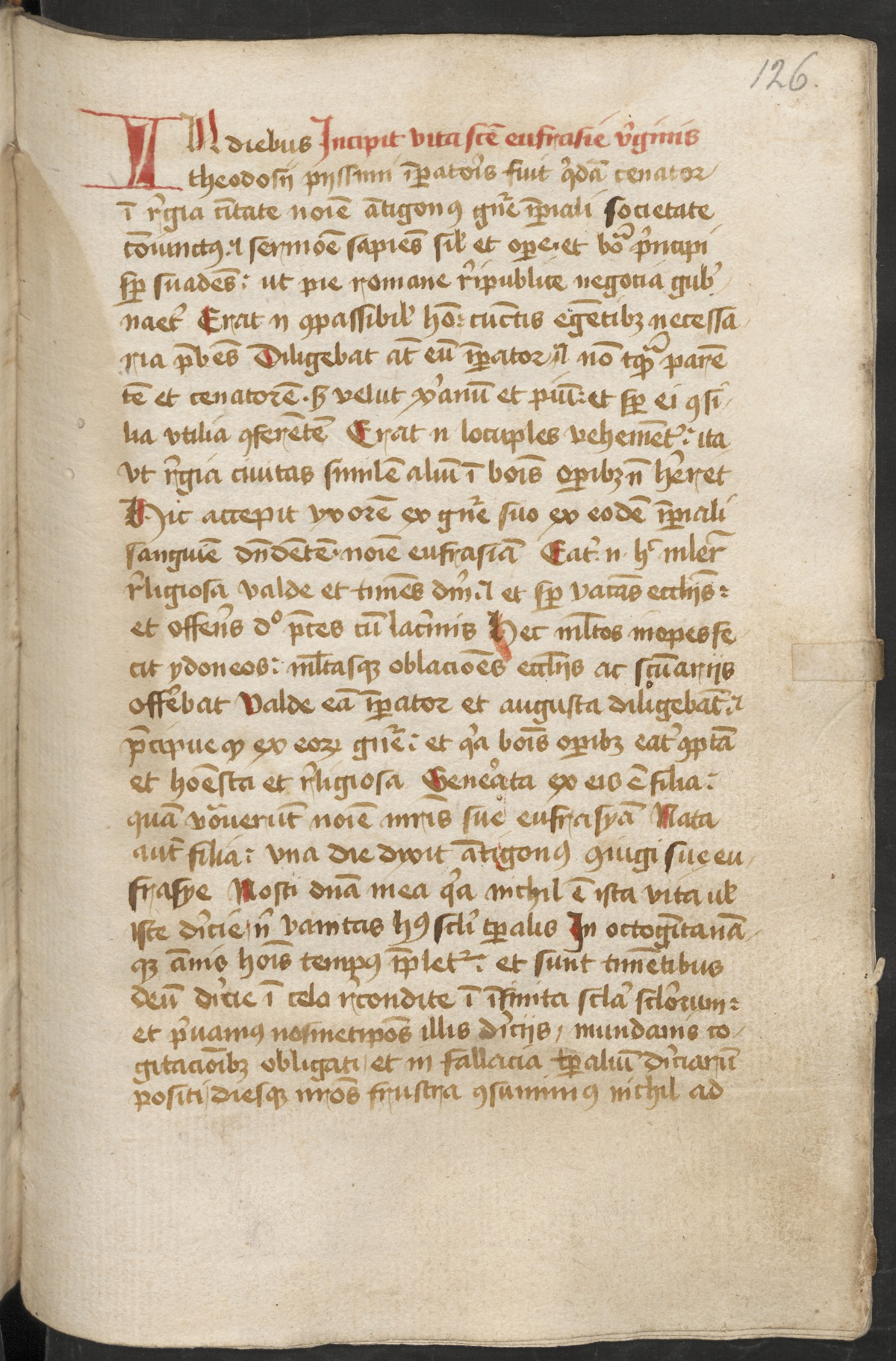
Folium 126 r van Hs 247. De eerste pagina van het Vita S. Eufrasiae virginis.

Hs. 247 is 210 × 140 mm en geschreven in het Latijn. De banden bestaan uit bruin leer over hout, zijn niet helemaal in tact en de sloten ontbreken. Folia 1 – 125 a. en folia 126 – 140 zijn geschreven in de gotische hybrida formata. Beide zijn geschreven in enkele kolommen op papier met 27 regels.
Het is een handschrift met bescheiden initialen die rood worden aangeduid. Enkelen zijn voorzien van een simpele illuminatie. In deze versie worden verscheidene kanttekeningen gemaakt in de marge.

## Geschiedenis
Over de herkomst van Hs. 247 is naast dat het is vervaardigd in de Paulusabdij te Utrecht weinig bekend. Wel is bekend dat hoewel Hs. 232 en Hs. 247 niet gerelateerd lijken, ze fragmenten uit hetzelfde handschrift als schutbladen bevatten en dus in handen van dezelfde binder moeten zijn geweest. Nadat beeldenstormers de Paulusabdij op 15 februari 1850 aanvielen werd een deel van de bibliotheekcollectie waaronder dit manuscript opgenomen in de stadsbibliotheek van Utrecht. In 1636 werd de stadsbibliotheek de Universiteitsbibliotheek Utrecht.

## Inhoud
Het handschrift is nauwelijks gedecoreerd. De openingspagina start met een rubriek waarin Mechtild van Magdeburg wordt genoemd. De eerste initiaal is tevens de meest uitvoerige. Onderaan de openingspagina is een stempel van de oude bibliotheekcollectie te zien. De eerste tekst is het Liber Spiritualis Gratiae. De tweede tekst is de Vita S. Eufrasiae, Het Leven van Eufrasia. Beide teksten zijn oorspronkelijk geschreven door Mechtild van Magdeburg. Het tweede deel lijkt van een andere kopiist te komen.

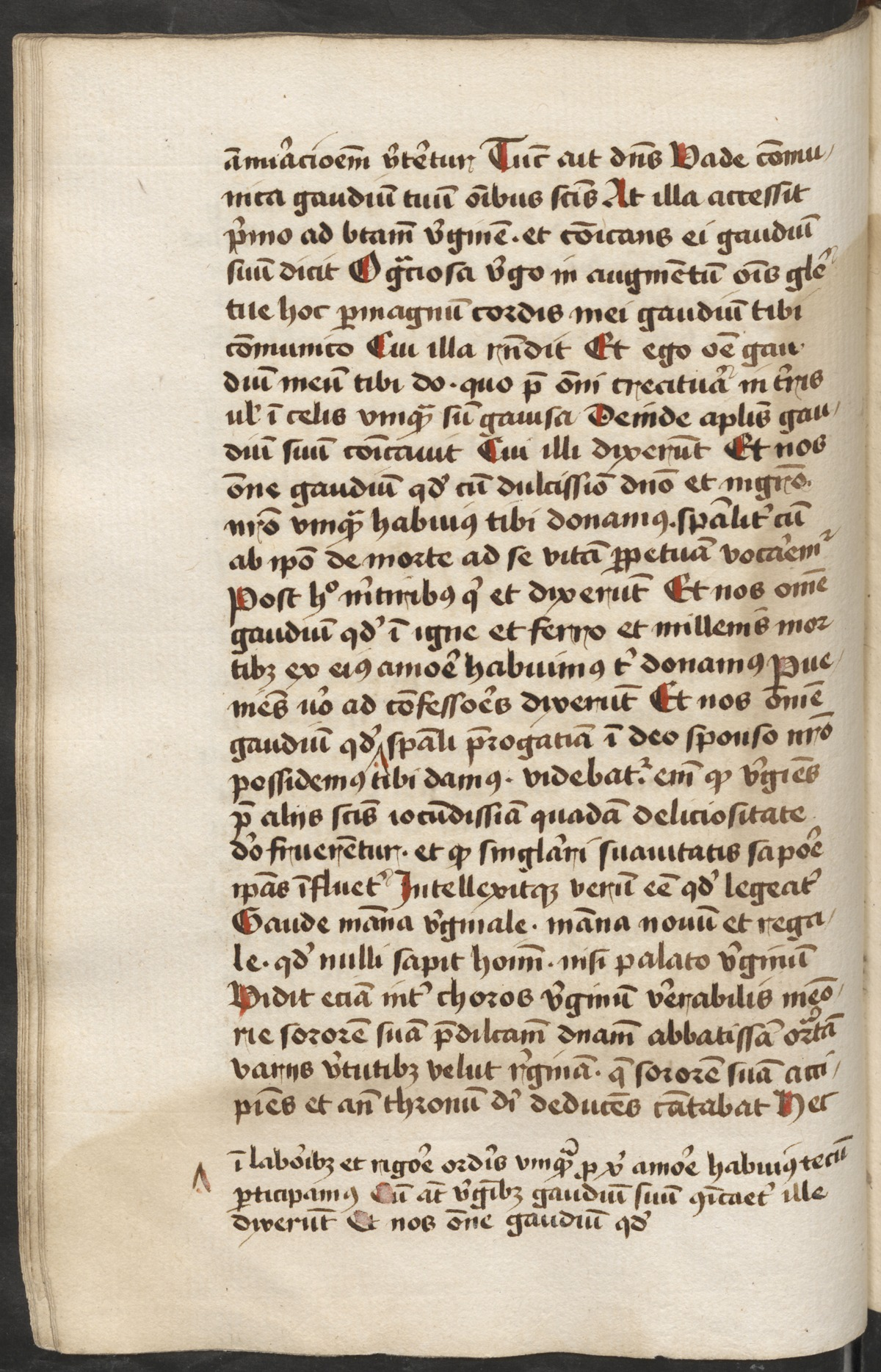
Folium 40 v van Hs. 247. De kanttekening in de marge betreffende een deel van het Liber Spiritualis Gratiae is hier duidelijk te zien.

## Liber Spiritualis Gratiae
Het Liber Spiritualis Gratiae (fol. 1 – 125a) is geschreven door Mechtild van Magdeburg, een mystica uit de 13e eeuw die een afgezonderd leven leefde waarin ze herhaaldelijk werd begiftigd met bijzondere mystieke gaven, nadat ze een visioen kreeg waarin Jezus tot haar sprak. Dit boek ontstond rond haar 50e (ca. 1290) toen ze een spirituele crisis doormaakte. Ze kwam erachter dat twee nonnen aan wie ze vertrouwelijke uitspraken had gedaan over haar gaven de openbaringen die haar waren toebedeeld hadden genoteerd. Uit bezorgdheid over dit voorval besloot ze te bidden en kreeg ze het visioen waarin Jezus zijn hand op het boek van haar openbaringen hield en sprak: “Dit is allemaal opgeschreven vanuit mijn wil en inspiratie, je hoeft je geen zorgen te maken”. Vervolgens vertelde hij Mechtild dat dit boek het Liber Spiritualis Gratiae moest heten, omdat het velen zou gaan overtuigen van de speciale zegeningen. Vervolgens heeft ze het manuscript zelf gecorrigeerd en werd het na haar dood uitgebracht. Het boek stimuleert de devotie tot het Heilige Hart van Jezus en zowel het boek als de devotie werden vanuit Florence wijdverspreid over Europa.